# Silly Love
Silly Love è un singolo del gruppo musicale britannico 10cc, pubblicato nel 1974 ed estratto dall'album Sheet Music.

## Tracce
- 7"

1. Silly Love
2. The Sacro-Iliac

## Formazione
- Lol Creme – voce, chitarra, cori
- Eric Stewart – voce, chitarra, piano, cori
- Kevin Godley – voce, batteria
- Graham Gouldman – basso, cori

## Classifiche
| Classifica (1974) | Posizione massima |
| ----------------- | ----------------- |
| Regno Unito       | 24                |